# 21891 Andreabocelli
21891 Andreabocelli è un asteroide della fascia principale. Scoperto nel 1999, presenta un'orbita caratterizzata da un semiasse maggiore pari a 2,3958826 UA e da un'eccentricità di 0,0807271, inclinata di 6,98719° rispetto all'eclittica.
L'asteroide è dedicato al cantante lirico italiano Andrea Bocelli.